# Schizotricha grande
Schizotricha grande är en nässeldjursart som först beskrevs av Nutting 1900.  Schizotricha grande ingår i släktet Schizotricha och familjen Halopterididae. Inga underarter finns listade i Catalogue of Life.